# العرضي (عمران)
العرضي هي قرية يمنية تقع في عزلة سيران الغربي، وهي من أكبر قرى شهارة. بها خمس محلات وهي العرضي ومرواح العرضي وريد العرضي وشط العرضي وقرية داي بالوادي ويبلغ عدد سكانها ما يقارب 3 آلاف نسمة.